# Famille de tornades

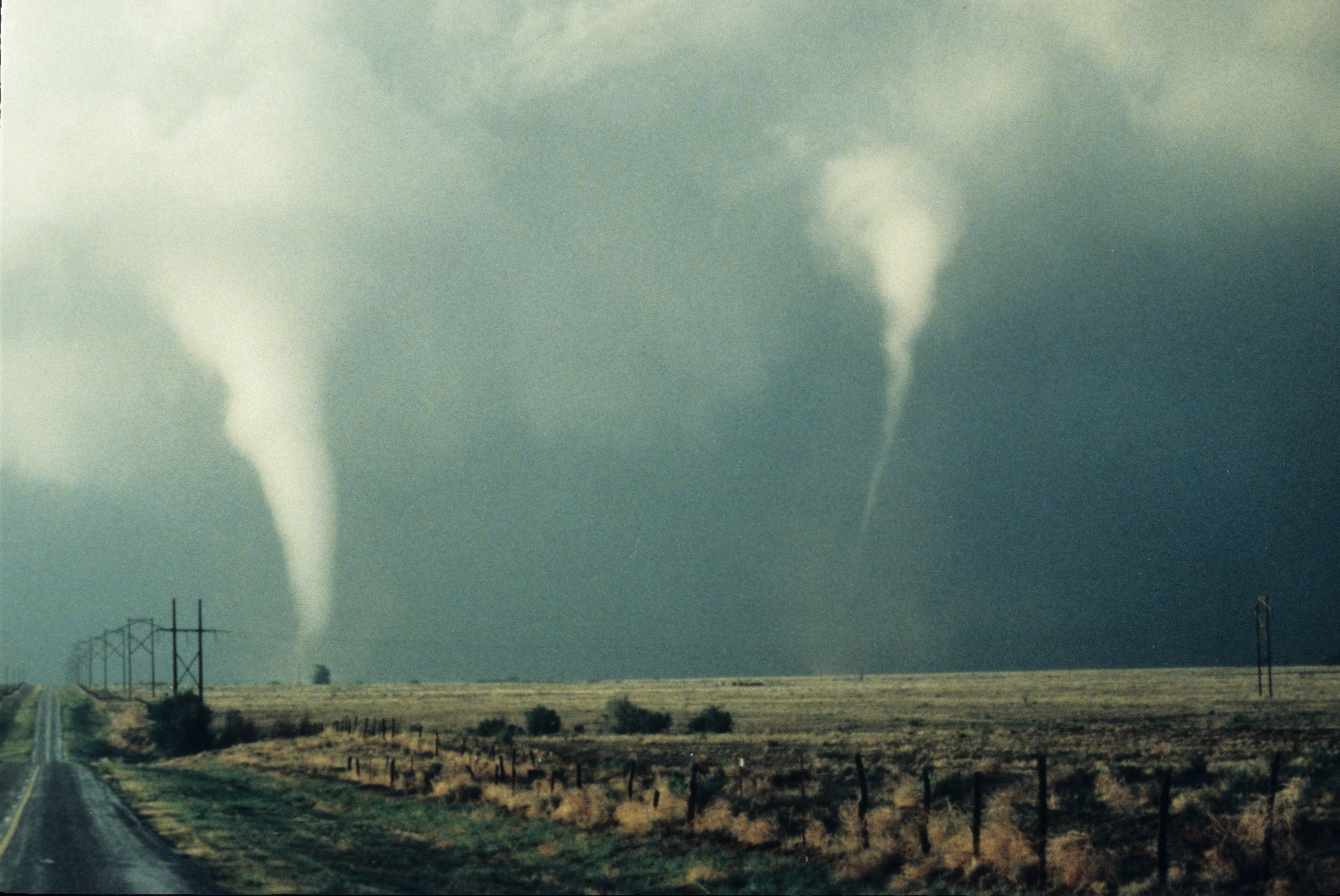
Tornades jumelles sous un orage supercellulaire en 2010.

Tornades jumelles sous un des orages de l’éruption de tornades du Dimanche des Rameaux de 1965

Une famille de tornades est un groupe de tornades émanant d'un seul orage supercellulaire « cyclique » et ayant chacune une longue durée de vie. La rotation dans et sous ce type d'orages violents varie d'intensité dans le temps. Le mésocyclone à l'origine d'une première tornade faiblit au profit d'un nouveau vortex, et ce avec plus ou moins de régularité. 
Typiquement, la fréquence entre deux tornades est de 45 minutes, le temps que le nouveau mésocyclone s'intensifie. Cependant, elle peut être aussi courte que quelques minutes. Il peut même arriver que la tornade en dissipation et celle en formation tourne autour l'une de l'autre. Il ne faut pas confondre ce phénomène avec celui des éruptions de tornades qui se rapporte à l’apparition de multiples tornades durant une période de 24 à 48 heures sous un grand nombre d'orages dans le sillage d'une dépression synoptique.

## Types
Si le corridor de dommages associés à l'orage prend la forme d'une ondulation brisée, on parle de famille de tornades en série. Par contre, le cas le plus courant est celui des familles parallèles où la trajectoire de chacune des tornades suit un arc de cercle parallèle au précédent mais plus à droite. Ce dernier type est subdivisé en arcs lévogyres et dextrogyres.

## Difficulté d'analyse
Il est parfois difficile de distinguer si une très longue trace a été causée par une seule tornade touchant périodiquement le sol ou s'il s'agit d'une famille de tornades. Il arrive aussi que plusieurs traces d'une famille se recoupent et seul un expert peut souvent arriver à analyser le cas. Même pour ces derniers certains cas demeurent aujourd'hui un mystère. 
Ainsi la « tornade des Trois-États » du 18 mars 1925 peut être la plus longue trajectoire jamais parcourue par une tornade ou bien le résultat d'une famille de tornades. Une nouvelle analyse publiée en 2006 suggère qu'il s'agissait bel et bien d'une seule tornade. Cependant, d'autres traces longtemps prises pour être l’œuvre d'un seul vortex ont été réexaminées et reclassées comme provenant d’une famille. Deux des plus fameuses sont celles de Woodward, Oklahoma, en avril 1947 et de Charleston-Mattoon, Illinois, en mai 1917.